# Jean François Chalgrin
Jean François-Thérèse Chalgrin (ur. w 1739 w Paryżu, zm. 20 stycznia 1811 tamże) – francuski architekt, przedstawiciel neoklasycyzmu.
Pobierał nauki u Étienne-Louisa Boulléego oraz Giovanniego Servandoni. W 1758 r. otrzymał nagrodę Prix de Rome. W tym samym roku wyjechał do Rzymu, wrócił do Francji w 1763 r. Jego patronem był Louis Phélypeaux.
W jego projektach widać nawiązania do porządku doryckiego oraz do dzieł Andrei Palladio. Ważniejsze dzieła: kościół St. Philippe-du-Roule (1769–1784), przebudowa teatru Odéon (1799), Łuk Triumfalny (1806).